# Мальчук, Пётр Геркулиан
Пётр Геркулиан Мальчук (укр. Петро Геркуліан Мальчук; 17 июля 1965 год, Слобода-Рашково, МССР, СССР — 27 мая 2016 года, Гродно, Белоруссия) — католический прелат, архиепископ киевский и житомирский в 2011—2016 годах, член монашеского ордена францисканцев.

## Биография
7 июня 1992 года был рукоположен в священники епископом Каменца-Подольского Яном Ольшанским. В 1993 году вступил в монашеский орден францисканцев.
29 марта 2008 года Римский папа Бенедикт XVI назначил Петра Геркулиана Мальчука титулярным епископом Медии и вспомогательным епископом Одесско-Симферопольской епархии. 3 мая 2008 года состоялось рукоположение Петра Геркулиана Мальчука в епископы, которое совершил львовский архиепископ кардинал Мариан Яворский в сослужении с апостольским нунцием на Украине архиепископом Иваном Юрковичем и епископом одесско-симферопольским Брониславом Бернацким.
15 июня 2011 года Римский папа Бенедикт XVI назначил Петра Геркулиана Мальчука епископом Киева-Житомира с персональным титулом архиепископа.
Скончался 27 мая 2016 года в Гродно, где принимал участие в работе Евхаристического конгресса. Похоронен в Ворзеле Киевской области (Украина).